# François Jullien
François Jullien (Embrun, 2 giugno 1951) è un filosofo, grecista e sinologo francese.

## Biografia
François Jullien ha elaborato il proprio lavoro a partire dal pensiero della Cina e dell'Europa. Più che un lavoro di comparazione Jullien ha sviluppato una nuova problematizzazione che, decostruendo dal di fuori i partiti presi dell'ontologia europea, permette di riconsiderare, attraverso una visione obliqua, i campi della strategia, dell'etica e dell'estetica. Una tale riflessione interculturale l'ha portato a riproporre la questione dell'universale, affrancandola sia da un universalismo facile (etnocentrico) sia da un relativismo pigro (culturalista), per proporre invece un dia-logo tra culture affrontato non più dal punto di vista della loro identità fantasmatica, ma da quello delle risorse che i loro scarti differenziali (écarts) fanno apparire per promuovere un comune.
La filosofia che ne emerge, passando dal pensiero dell'Essere al pensiero dell'Altro, tenta di svincolarsi, nella sua scrittura concettuale, dalla presa identitaria del concetto che occulta e ottunde la vita. In tal modo, Jullien intende sviluppare una filosofia dell'esistenza in quanto promozione di risorse. 
Allievo della "École normale supérieure" di Parigi e « agrégé » della stessa Università a partire dal 1974, ha proseguito i suoi studi approfondendo la lingua e il pensiero cinesi presso le università di Pechino e di Shanghai (negli anni 1975-1977). È stato inoltre responsabile della Antenne française di sinologia a Hong-Kong (1978-1981) e borsista della Maison franco-japonaise a Tokyo (1985-1987). Ha ottenuto un dottorato di terzo ciclo nel 1978, e in seguito un dottorato in Studi Estremo-orientali nel 1983. È quindi divenuto presidente della « Association française des études chinoises » (1988-1990), direttore dell'UFR Asie orientale dell'Università Paris-VII (1990-2000), presidente del Collège international de philosophie (1995-1998), professore all'Université Paris Diderot Paris-VII e direttore dell'Institut de la pensée contemporaine e del Centre Marcel-Granet.
Attualmente è professore all'Università Paris VII, direttore dell'Institut de la pensée contemporaine presso la medesima università e regge la Chaire sur l'alterité presso la Fondation Maison des Sciences de l'Homme. È stato inoltre responsabile di numerose collane della Presses Universitaires de France, ha diretto la rivista Agenda de la pensée contemporaine ed è stato presidente della Association française des études chinoises negli anni 1988-1990 e del Collège international de philosophie tra il 1995 e il 1998; gioca spesso un ruolo come consigliere in ambito economico per le imprese occidentali che vogliano aprire filiali in Cina. In Italia è particolarmente amico del filosofo partenopeo Roberto Esposito.
Sono stati organizzati diversi colloqui e convegni internazionali attorno al suo pensiero, sia in Francia che all'estero (Germania, Argentina, Cina, Vietnam); le sue opere sono state tradotte e pubblicate in oltre venti paesi.
Nel 2010 ha ricevuto in Germania il Premio Hannah Arendt per il pensiero politico ; nel 2011 ha ottenuto il Grand prix de philosophie da parte dell'Académie française per l'insieme della sua opera filosofica.

## Pensiero
La riflessione filosofica che Jullien conduce tra Cina ed Europa – la Cina costituendo l'eterotopia o luogo di preliminare "esteriorità" (in-differenza) storica, culturale e linguistica rispetto all'Europa – ha mirato inizialmente a mostrare l'impensato o implicito su cui si basa inconsapevolmente la tradizione filosofica occidentale: in rapporto a ciò che la Cina ha o non ha detto, in rapporto ai problemi che in seno a quella cultura sono emersi o meno, si dischiude la possibilità di «rimettere in prospettiva il pensiero europeo e scoprirlo dal di fuori, da un altrove, al fine di interrogarlo nuovamente». 
Marcel Gauchet ha presentato così il lavoro di François Jullien : «Mi sembra che esso si inscriva nella grande traiettoria del programma, così attivo senza essere mai stato scritto, di quella che definirei la scuola antropologica del XX secolo. Scuola francese, ma non solo, che si è sviluppata attraverso i lavori di Durkheim, Mauss, Granet, Levi-Strauss e di altri ancora. In una parola, è la scuola del decentramento occidentale. [...] Tali differenti imprese ci hanno offerto la possibilità di pensare a partire da un fuori, per riprendere un'espressione di François Jullien che mi sembra particolarmente felice. [...] Mais François Jullien non si è accontentato di portare il suo contributo a questo sforzo, uno dei più difficili. Ha infatti condotto questo sforzo di decentramento al suo punto di compimento, dal momento che l'ha rivolto verso l'Occidente. E l'ha fatto portandosi sul terreno della filosofia, cosa che nessuno prima aveva mai fatto davvero, e confrontandosi con l'alterità cinese che offriva, in verità, un supporto privilegiato. Ha spinto lo sforzo di decentramento più lontano di quanto avessero fatto i suoi predecessori. Ci ha insegnato a osservare il nostro pensiero più teorico e astratto, quello che interessa le categorie di base grazie alle quali cogliamo spontaneamente qualunque oggetto, altrimenti : è diventato l'etnologo del nostro universo concettuale».
La distanza ("scarto") che viene misurata, elaborata e costruita "fra" queste due tradizioni culturali – oscillando tra molteplici dominii come la morale, le logiche del senso, l'arte, la strategia, il vivere – consente al pensiero europeo di guadagnare un diverso accesso a se stesso, di riscoprire il carattere inedito e non scontato delle proprie opzioni, riattivando così l'originalità delle proprie categorie e mettendo in luce la particolare piega che le ha prodotte: a venire rimesse in discussione sono categorie decisive per l'orizzonte teoretico, pratico e politico contemporaneo, come quella di cultura, di identità e differenza, di universalità. 
Avendo aperto il proprio cantiere teorico nello 'scarto' dei pensieri cinese ed europeo, Jullien ha continuato a organizzare un faccia a faccia tra di essi, piuttosto che cercare di compararli, per dispiegare tra tali pensieri un comune campo di riflessione. Circolando così tra gli ambiti della morale, dell'estetica, della strategia, della Storia e della natura, ha cercato tramite una sorta di "decostruzione" condatta a partire da un "fuori" di individuare i partiti presi celati o rimossi da una parte e dall'altra, facendo anche apparire il nostro impensato. È questo un modo per far emergere le "fecondità" delle culture, invece di considerarle dalla prospettiva della loro "identità", e di rilanciare la filosofia sganciandola dai suoi atavismi.
Questo modo di procedere ha prodotto disturbi e inquietudini tanto in filosofia che nel cosiddetto orientalismo; invece di insistere su somiglianze e affinità, sul "simile" che resta infecondo, Jullien ha mostrato come sia proprio facendo lavorare degli "scarti" e aprendo delle distanze che appare un "fra" in grado di mettere in tensione i pensieri per poi produrre un "comune" dell'umano.
Da ciò François Jullien ha quindi costruito una filosofia del "vivere", uscendo dal pensiero dell'Essere, sviluppando negli ultimi anni un pensiero della vitalità che si oppone alla stagnazione, sia nell'ambito dell'intimo che in quello del paesaggio.
La stessa nozione di filosofia ne risulta infine trasformata, aprendosi in un'ottica interculturale: solamente dalla comprensione dei diversi "possibili" del pensiero, intesi come risorse di cui l'intelligenza – la comune capacità di circolare tra queste diverse "configurazioni" del pensabile, ognuna coerente al suo interno e potenzialmente intelligibile da parte di ciascun soggetto culturale – è in grado di ricavare e sfruttare la fecondità, può derivare un rinnovato e produttivo dialogo tra culture, ciò che Jullien definisce come auto-riflessione dell'umano nella forma specifica di un'etica della traduzione.
François Jullien è uno dei pensatori francesi più tradotti all'estero (in circa venticinque paesi): più di venti opere sono state tradotte in tedesco, italiano e spagnolo; una dozzina in inglese, cinese, vietnamita e portoghese.
Una presentazione complessiva del suo lavoro si trova nell'opera "De l'Être au vivre, lexique euro-chinois de la pensée", Gallimard, 2015.

## Opere principali in italiano
- Processo o creazione. Introduzione al pensiero dei letterati cinesi, tr. it di E. Pasini, M. Porro, Parma, Pratiche 1991.
- Elogio dell'Insapore. A partire dal pensiero e dall'estetica cinese, tr. it di F. Marsciani, Milano, Cortina 1999.
- Figure dell'immanenza. Una lettura filosofica del I Ching, tr. it. di E. Confaloni, Roma-Bari, Laterza 2005.
- Strategie del senso in Cina e in Grecia, tr. it di M. Porro, Roma, Meltemi 2004.
- Trattato dell'efficacia, tr. it. di M. Porro, Torino, Einaudi 1998.
- Il saggio è senza idee, o l'altro della filosofia, tr. it. di M. Porro, Torino, Einaudi 2002.
- Il nudo impossibile, tr. it. di M. Tommasi, Roma, Sossella 2004.
- Il tempo. Elementi di una filosofia del vivere, tr. it. di M. Guareschi, Roma, Sossella 2002.
- La Grande Immagine non ha forma. Pittura e filosofia tra Cina antica ed Europa contemporanea, tr. it. di M. Ghilardi, Costabissara, Colla 2004.
- L'ombra del «male». Il «negativo» e la ricerca di senso nella filosofia europea e nel mondo cinese, tr. it. di M. Ghilardi, Costabissara, Colla 2005.
- Nutrire la vita. Senza Aspirare alla felicità, tr. it. di M. Porro, Milano, Cortina 2006.
- Pensare l'efficacia in Cina e in Occidente, tr. it. di M. Guareschi, Roma-Bari, Laterza 2006.
- Pensare con la Cina, a cura di M. Ghilardi, Milano, Mimesis 2007.
- Parlare senza parole. Logos e Tao, tr. it. di B. Piccioli Fioroni, A. De Michele, Roma-Bari, Laterza 2008.
- L'universale e il comune. Il dialogo tra culture, tr. it. di B. Piccioli Fioroni, A. De Michele, Roma-Bari, Laterza 2010.
- Le trasformazioni silenziose, tr. it. di M. Porro, Milano, Cortina 2010.
- L'invenzione dell'ideale e il destino dell'Europa, tr. it. di M. Porro, Milano, Medusa 2011.
- Quella strana idea del bello, tr. it. di B. Piccioli Fioroni, A. De Michele, Bologna, Il Mulino 2012.
- Cinque concetti proposti alla psicanalisi, Brescia, La Scuola 2014.
- Contro la comparazione. Lo «scarto» e il «tra». Un altro accesso all'alterità, tr. it. di M. Ghilardi, Milano-Udine, Mimesis 2014.
- Sull'intimità. Lontano dal frastuono dell'amore, tr. it. di R. Prezzo, Milano, Raffaello Cortina 2014.
- Accanto a lei, tr. it. di M. Ghilardi, Milano, Mimesis, 2016.
- Una seconda vita, trad. it. di M. Guareschi, Milano, Feltrinelli 2017.
- Il gioco dell'esistenza. De-coincidenza e libertà, tr. it. di M. Guareschi, Milano, Feltrinelli 2019.